# 560794 Ugoboncompagni
560794 Ugoboncompagni este o planetă minoră (asteroid) din centura de asteroizi. A fost descoperită pe 23 noiembrie 2012 la  de . 
Obiectul prezintă o orbită caracterizată de o semiaxă mare de 3,0973101412145 UAi, o excentricitate de 0,13581503313987, o înclinație de 7,8250456491564 ° în raport cu ecliptica.